# Freddie Spruell
Freddie Spruell (* 28. Dezember 1893 in Lake Providence, Louisiana, USA; † 19. Juli 1956 in Chicago, Illinois, USA) war ein US-amerikanischer Delta-Blues-Gitarrist und Sänger, der auch als Papa Freddie oder Mr. Freddie bekannt war. Er gilt als der erste Musiker des Delta Blues, der eine Aufnahme machte (Milk Cow Blues, 1926), obwohl bereits vorher Bluesaufnahmen erschienen waren, zum Beispiel von Morton Harvey (1914), Marie Cahill (1917), Mamie Smith (1920), Ed Andrews (1924) und Blind Lemon Jefferson (1925). Details seines Lebens sind lückenhaft und teilweise widersprüchlich.

## Biografie
Freddie Spruell wurde wahrscheinlich in Lake Providence in Louisiana geboren, seinen Sozialversicherungsunterlagen zufolge am 28. Dezember 1893. Als Kind zog er mit seiner Familie nach Chicago. Trotz seines städtischen Umfelds werden seine Aufnahmen dem Delta Blues zugeordnet.
Am 25. Juni 1926 nahm Spruell in Chicago den Milk Cow Blues auf. Der Titel erschien bei Okeh Records, zusammen mit dem Muddy Water Blues, der am 17. November desselben Jahres aufgenommen wurde; beide Titel wurden Papa Freddie zugeschrieben.
Seine zweite Single war Way Back Down Home, zusammen wiederum mit der gleichen Aufnahme des Muddy Water Blues. 1928 nahm er zwei weitere Songs auf, Low-Down Mississippi Bottom Man und Tom Cat Blues, die zusammen bei Paramount Records erschienen und Mr. Freddie Spruell zugeschrieben wurden.
Fünf weitere Songs wurden im April 1935 aufgenommen und bei Bluebird Records unter dem Namen Mr. Freddie veröffentlicht. In dieser Session nahm er Let’s Go Riding auf, seinen bekanntesten Song, der zusammen mit einer Aufnahme des Walking Blues von Chasey Collins erschien. Carl Martin begleitete Spruell bei diesen Aufnahmen an der zweiten Gitarre. Der Song ist Teil des Soundtracks zum Film Ghost World (2001). Bei diesen Aufnahmesessions begleitete Spuell wahrscheinlich seine Kollegen Sugar Cane Johnny und Washboard Sam.
Alle seine Aufnahmen sind auf dem Album Mississippi Blues: Complete Recorded Works Vol. 2 (1926–1935) (Document Records) mit Arthur Petties, Freddie Spruell und Willie „Poor Boy“ Lofton zu finden. Daneben erschienen Spruells Songs auf verschiedenen Kompilationen.
Auf Drängen seiner Mutter gab Spruell Mitte der 1940er Jahre die weltliche Musik auf und wurde Baptistenprediger. Freddie Spruell starb im Juni 1956 in Chicago nach einem längeren Krankenhausaufenthalt. Er wurde 62 Jahre alt. Eine Sterbeurkunde wurde nicht gefunden.